# Šípkové
Šípkové és un poble i municipi d'Eslovàquia que es troba a la regió de Trnava, a l'oest del país. El 2023 tenia 300 habitants.

## Història
La vila fou fundada el 1349.

## Demografia
| Godina             | 1994 | 2004    | 2014   | 2024   |
| ------------------ | ---- | ------- | ------ | ------ |
| Nombre de persones | 416  | 337     | 316    | 303    |
| Diferència         |      | −18,99% | −6,23% | −4,11% |

| Godina             | 2023 | 2024 |
| ------------------ | ---- | ---- |
| Nombre de persones | 300  | 303  |
| Diferència         |      | +1%  |